# 东本愿寺 (青岛)
东本愿寺为中国青岛市内一座曾经存在的日本佛教真宗大谷派寺院，其原址位于今山东省青岛市市北区胶州路2号，建于1922年，日本投降后由崂山下清宫接管。现已不存。

## 历史
真宗大谷派在青岛的活动始于日本占领青岛后不久的1915年，1917年9月开设布教所。1922年建成寺院，1928年5月1日升格为东本愿寺青岛别院。1930年开设“北支那开教监督部”，管辖华北布教事务，住持为西田宽祐。1939年有400名檀家（供养寺院的固定信徒），仅次于西本愿寺。
由于日本佛教历来与政治关系紧密，日本佛教界也一度成为日本军国主义的支持者，通过“从军布教”、为日军及其傀儡政权武装举行“慰灵祭”等活动为日军侵华服务。日军三次出兵山东干涉北伐期间，东本愿寺于1927年5月至1928年5月派遣僧人开展战地布教、慰问。1939年11月20日，东本愿寺利用“济南、潍县、坊子各地开教师数名来青之机会……感谢皇恩”，举行“皇军阵没将士之慰灵祭”。
1945年8月日本投降后，日本侨民全部被遣返，东本愿寺地产物品经青岛市政府责令，于1946年初由汉传佛教湛山寺接收，原计划改名为“国庆寺”。当时尚存的6处日本佛寺最初均由湛山寺接管，但因其他佛寺、道观多次申请参与分配敌产，市政府于1946年3月18日决定将6处寺院由湛山寺、华严寺及道教下清宫、白云洞共同分配。东本愿寺最终由下清宫接管，改为吕祖庙，同时用作殡仪馆。1945年12月，文德女中女教师费筱芝遭青岛保安队士兵枪杀，引发大规模学生运动，费筱芝追悼大会即于1946年1月12日在此处举行。1947年1月，中国航空121号班机空难后，死难者遗体暂存于此处，罹难者之一、京剧名旦李世芳的入殓仪式也在此举行。
1949年后，寺院曾用于开设私立纯德小学。1952年，私立纯德小学与其南侧的私立崇德小学合并为青岛观象二路小学。1959年11月青岛市电车筹备处成立，为建设无轨电车，将寺院拆除改建为电车整流站，1960年10月16日正式供电。

## 建筑
东本愿寺占地面积1851.2平方米，本堂面积约310.3平方米，规模小于西本愿寺、善导寺、妙心寺。